# Тинигуа
Тинигуа (Tinigua, Tiniguas) — почти исчезнувший тинигуанский язык, на котором говорит народ тинигуа, который проживает в муниципалитете департамента Мета (раньше в муниципалитете Льянос-де-Яри департамента Какета) в Колумбии. В 2000 году было только 2 говорящих, братья Критерио Муньос (исп. Criterio Muñoz) и Сиксто Муньос (исп. Sixto Muñoz). В 2013 году остался в живых последний носитель этого языка, Сиксто Муньос, в возрасте около 80 лет.